# Замбрів
За́мбрів (пол. Zambrów) — місто в східній Польщі, на річці Ябонка. Адміністративний центр Замбрівського повіту Підляського воєводства.

## Історія
Назва міста походить від слова ząbr, тобто місця, де збираються зубри. Перша згадка про місто датується 1283 роком. Місто було власністю мазовецьких графів, завдяки чому 1430 року отримало міські права. Найбільший розвиток місто мало між XV і XVI століттями. Шведський паводок знищив місто, поклавши край його розкоші. Область була епіцентром боротьби з російськими військами під час січневого та листопадового повстань і вчинених царським режимом переслідувань. Зрештою, 1870 року поселення втратило статус міста з встановленням там російських солдат. Під час першої світової війни місто зазнало значних руйнувань. Перший Польський легіон під командуванням Ридза-Сміглого базувався у місті до 1917 року. Статус міста було повернуто Замброву після відновлення незалежності Польщі у 1919 році. У повоєнні роки — військове містечко. Тут розташовувалася військова школа та базувалася 71-а піхотна армія.

## Друга світова війна і Замбрівська бійня
1939 року населення міста становило 7000 осіб, з них половина — нащадки євреїв, що переїхали сюди з єврейських громад Ломжської губернії у 1800-х роках. Між 10 і 13 вересня 1939 року у місті дислокувалася 18-а Піхотна дивізія Війська Польського під командуванням полковника Коссецького, згодом та XIX Панцерний корпус Вермахту під командуванням генерала Гайнца Гудеріана. Польські солдати 33-ї, 71-ї та 18-ї піхотних армій були захоплені у полон. Їх розселили у міських бараках, що раніше використовувалися для тренувань. 13 вересня кількість військовополонених зросла до чотирьох тисяч. Їх охороняли підрозділи СС. На кутах площі стояли автомобілі з кулеметами напоготові, а за ними — кіннота. В ніч з 13 на 14 вересня німці направили промені прожекторів на площу, а коли солдати готувалися спати, попередили, що якщо хтось поворухнеться, буде розстріляний на місці. Після цього коні ганяли по площі, змушуючи полонених притискатися до землі. Деякі з них намагалися тікати, але окупанти відкрили вогонь по натовпу, що припинився через 10 хвилин після помилково підстрілених німецьких солдат. Помираючи, люди благали про допомогу, але медичної допомоги не було. На ранок 200 людей загинуло, 100 поранено. За свідченнями свідків, конями управляли німці, або люди, осліплені променями прожекторів.
За час окупації і існування гетто населення Замбріва скоротилося з 7620 до 4130 осіб. Рівень руйнувань сягав 43 %.

## Демографія
Демографічна структура станом на 31 березня 2011 року:
|          | Загалом | Допрацездатний вік | Працездатний вік | Постпрацездатний вік |
| -------- | ------- | ------------------ | ---------------- | -------------------- |
| Чоловіки | 10963   | 2187               | 7702             | 1074                 |
| Жінки    | 11849   | 2136               | 7194             | 2519                 |
| Разом    | 22812   | 4323               | 14896            | 3593                 |

Кількість мешканців Забрува, починаючи з 1564 року:
Джерело:
Дані на 31 грудня 2008:
| Опис                         | Усього    | Усього    | Жінки     | Жінки     | Чоловіки  | Чоловіки  |
| ---------------------------- | --------- | --------- | --------- | --------- | --------- | --------- |
| Назва                        | осіб      | %         | осіб      | %         | осіб      | %         |
| населення                    | 22 514    | 100       | 11 695    | 52,0      | 10 819    | 48,0      |
| площа                        | 19,02 км² | 19,02 км² | 19,02 км² | 19,02 км² | 19,02 км² | 19,02 км² |
| густота населення (осіб/км²) | 1 183,7   | 1 183,7   | 614,8     | 614,8     | 568,8     | 568,8     |

За даними 2002 року, середній дохід мешканця міста становив 1344,65 злотих.

## Освіта
У місті діє 4 дитячих садки, три початкові школи, дві гімназії та низка ліцеїв та технічних шкіл.

## Транспорт
Місто перетинають такі автотраси: Крайова дорога DK8 
 сполученням Кудова-Слойне — Будзисько;
Крайова дорога 
, сполученням Руське Поле — Славатице
Крайова дорога DK66 
 до Половців

## Преса
- Monitor Zambrowski — місцева газета

## Телебачення
- ТК DIPOL

## Інтернет-медіа
- www.zambrow.pl — Міська влада
- www.zambrow.org — Портал міста
- www.zyciezambrowa.pl — Місцевий Інтернет-портал

## Спорт
Від 1953 року у місті існує футбольна команда Олімпія, що грає у третій лізі Чемпіонату Польщі.

## Люди
В місті народився  Альошин Самуїл Йосипович (1913—2008) — російський драматург.